# Kvádok

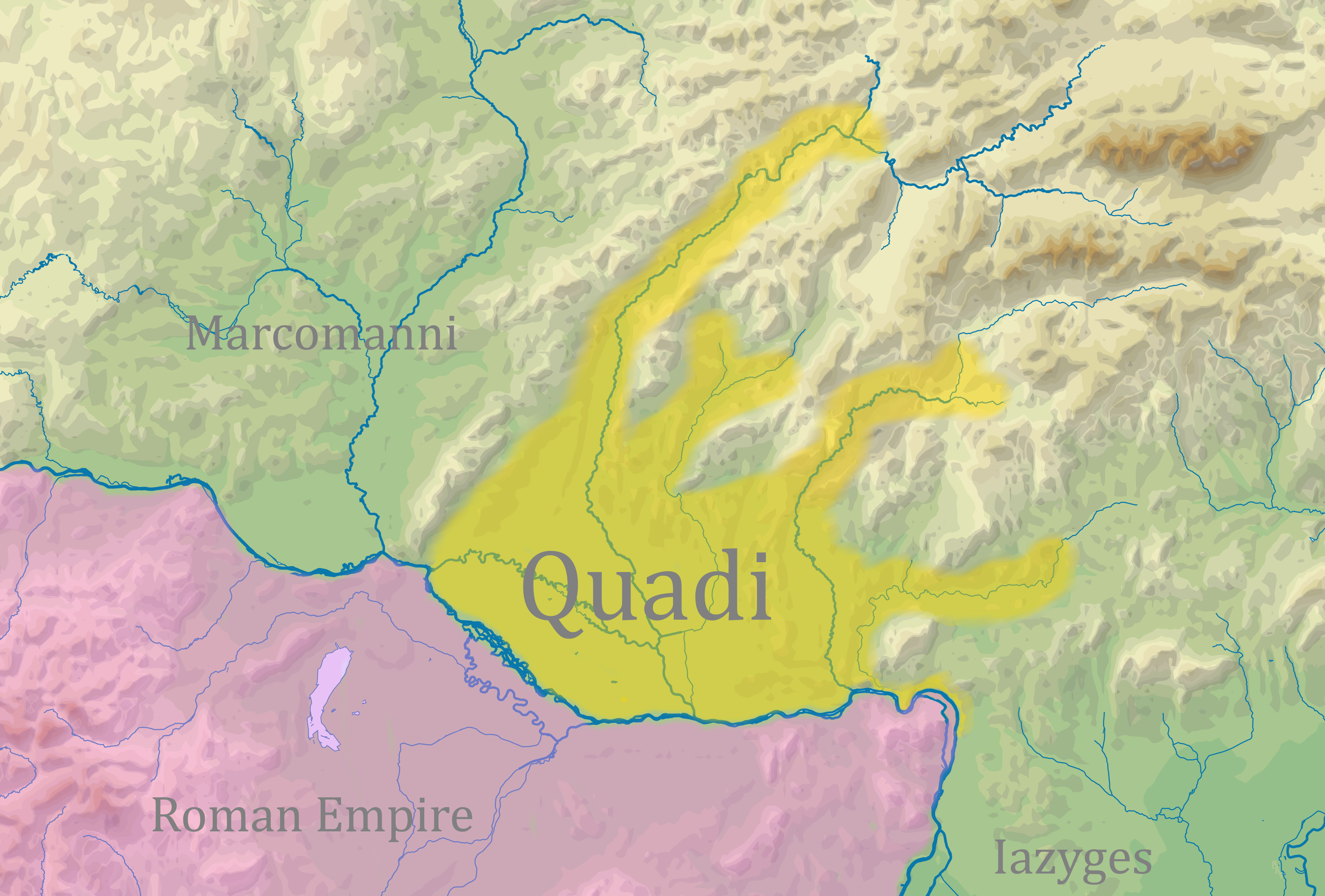
A kvádok birodalma a késő római korban

A kvádok a szvéb csoportba tartozó kisebb germán törzs, amely i. e. 8-ban elhagyta a Majna folyó vidékét, és a mai Morvaország területére költözött.
A kvádok birodalma határos volt Pannonia provinciával és fennállása során több háborút folytatott a Római Birodalommal. A kvádok eltűnése a népvándorlás következtében területükre áramló erősebb törzseknek köszönhető.

## Történetük
Történelmük elemzésekor figyelembe kell venni, hogy nem maradtak fenn más írásos emlékek csak az ellenük harcoló rómaiaktól ezért az elfogult lehet velük szemben. A kvádok közeli rokonságban álltak a markomannokkal. Vannius a Morva és a Vág folyók között királyságba szervezte őket, de miután 50 körül megbuktatták, mint a rómaiak alattvalóit Pannoniában telepítették le őt és híveit.
Egy Domitianus elleni háborútól eltekintve a kvádok egészen a nagy markomann háborúkig békében éltek a rómaiakkal. A kvádok elleni háborút egyébként a rómaiak provokálták ki azzal az erődnek az építésével, mely a határrendszerük gyengeségeit volt hívatott erősíteni. Az erőd építését nem tudták befejezni a rómaiak.
A védelmi rendszer a Dunakanyar beszögellése és a Szentendrei-sziget között volt. Itt gázló vezetett át a folyón. A császár ez utóbbit kívánta megerősíteni azzal, hogy a védelmi vonalat előretolva erődöt épít ki az akkor a kvádok területéhez tartozó területen, amely mintegy három kilométerre a Dunától keletre terült el. Az erőd építése hosszas vitákat generált és különböző cselszövésekkel tarkított kvád-római egyeztetések eredménytelensége után háborúba torkollott.
A 374-es sokkszerű kvád betörést az egész Dunántúl megsínylette, egy gazdag, Balaton mellett élő előkelő például valószínűleg ekkor ásatta el azt az ezüst étkészletet, amelyet Seuso-kincsként ismerünk. A fosztogatásnak kis híján áldozatul esett Valentinianus császár fiának, Gratianusnak a menyasszonya is, akit Ammianus Marcellinus szerint éppen ebéd közben ért a germán rajtaütés, azonban a provincia helytartója, Messala kocsira ültette a megrémült lányt, és kimentette a bajból.
A kvádokat és a velük szövetséges markomannokat, ekkor a rómaiak leverték, de továbbra is állandó veszélyt jelentettek, hiszen a markomannokkal vagy a szarmatákkal együtt gyakran fosztogatták a római területeket (282, 358, 375). A konfliktus történeti érdekessége, hogy 375-ben I. Valentinianus császár a kvádokkal való béketárgyalások során halt meg agyvérzésben.
Később a kvádok közül egyesek a vandálokhoz és az alánokhoz csatlakoztak, és velük együtt eljutottak egészen az Ibériai-félszigetig. A népvándorlás azonban elérte a kvádokat is, hiszen az 5. század és a 7. század között a mai morvaországi területére betelepülő szláv törzsek vették át a vezető szerepet a térségben és a kvád, mint népcsoport eltűnt a történelem színpadáról.